# Limenitis
Limenitis là một chi bướm thuộc họ Nymphalidae. Các loài bướm Adelpha và Moduza đôi khi được đưa vào chi này.
Tên gọi Limenitis là một từ tiếng Latin mới "của các bến cảng", từ tiếng Hy Lạp cổ Λιμενιτις (từ λιμήν, một bến cảng).

## Các loài
Xếp theo abc:
Nhóm loài Basilarchia (Bắc Mỹ):

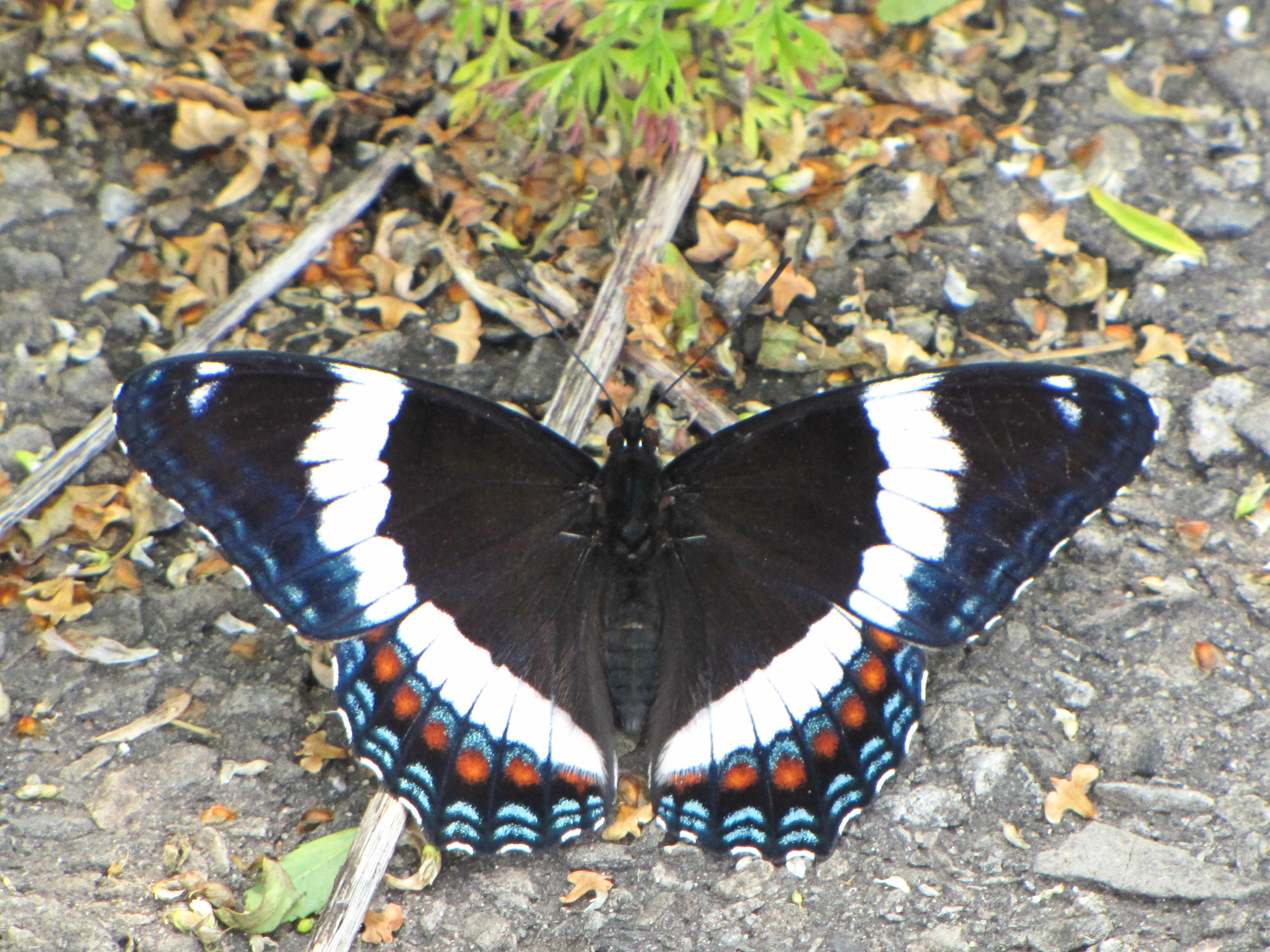
Limenitis arthemis, Ottawa, Canada

- Limenitis archippus (Cramer, [1776]) – viceroy
- Limenitis arthemis (Drury, [1773]) – (American) white admiral or red-spotted purple
- Limenitis lorquini Boisduval, 1852 – Lorquin's admiral
- Limenitis weidemeyerii Edwards, 1861 – Weidemeyer's admiral

Nhóm loài chưa được đặt tên (Đông Nam Á):
- Limenitis rileyi Tytler, 1940
- Limenitis staudingeri Ribbe, 1898

Không phân nhóm (Châu Á):

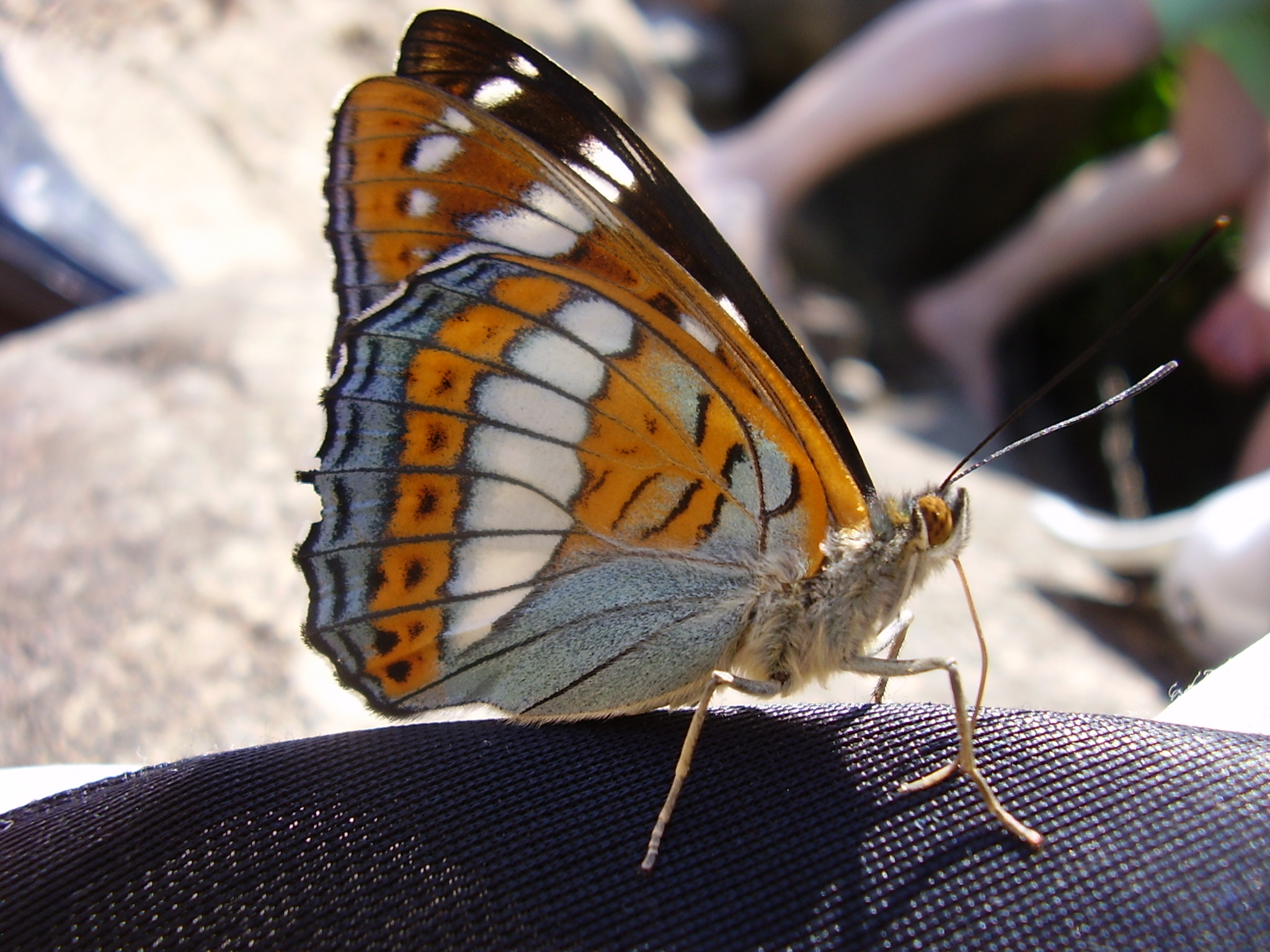
Poplar admiral (L. populi)

- Limenitis albomaculata Leech, 1891
- Limenitis amphyssa Ménétriés, 1859
- Limenitis calidosa Moore, 1858
- Limenitis camilla (Linnaeus, 1764)
- Limenitis ciocolatina Poujade, 1885
- Limenitis cleophas Oberthür, 1893
- Limenitis doerriesi Staudinger, 1892
- Limenitis dubernardi Oberthür, 1903
- Limenitis elwesi Oberthür, 1884
- Limenitis glorifica Fruhstorfer, 1909
- Limenitis helmanni Lederer, 1853
- Limenitis homeyeri Tancré, 1881
- Limenitis imitata (Butler, 1883)
- Limenitis lepechini Erschoff, 1874
- Limenitis misuji Sugiyama, 1994
- Limenitis moltrechti Kardakov, 1928
- Limenitis populi (Linnaeu], 1758)
- Limenitis reducta Staudinger, 1901
- Limenitis sydyi Lederer, 1853
- Limenitis trivena Moore, 1864